# 하이잭
하이잭(영어: Hi-Zack, 일본어: ハイザック)은 《건담 시리즈》에 등장하는 모빌 슈트(MS)로 분류되는 가공의 유인 조종식 인간형 로봇 병기이다. 1985년에 방영된 TV 애니메이션 《기동전사 Z 건담》에서 처음으로 등장했다.
작품 내에서 군사 세력 중 하나인 지구연방군의 양산기이다. 《기동전사 건담》에서 연방군과 적대했던 지온 공국군의 주력 양산기인 자쿠 II를 참고하여 지구연방의 기술을 투입해 개발했다. 구조 상의 결함도 있지만 생산성이나 범용성, 조종성이 좋아서 대량생산되었다.
작품 내에서는 주로 녹색과 청색의 2가지 컬러링이 등장하며, 기본적으로 녹색은 연방군의 특수부대 티탄즈, 청색은 그 외의 연방군 부대에 대수 배치되었지만, 청색이 티탄즈(도고스 기어)에 배속되는 등 다양하게 운용되었다.

## 같이 보기
- 티탄즈
- 자쿠 II